# Чамара, Николай Александрович
Николай Александрович Чамара — советский хозяйственный, государственный и политический деятель, Герой Социалистического Труда.

## Биография
Родился в 1911 году в станице Уманская. Член КПСС.
С 1923 года — на хозяйственной, общественной и политической работе. В 1923—1958 гг. — пастух, ездовой, механизатор Восточной машинно-тракторной станции, водитель комбайна «Коммунар» Восточной МТС, участник Великой Отечественной войны, механизатор, водитель комбайна «Сталинец» Восточной МТС, колхоза имени Кирова Ленинградского района Краснодарского края
Указом Президиума Верховного Совета СССР от 20 мая 1952 года присвоено звание Героя Социалистического Труда с вручением ордена Ленина и золотой медали «Серп и Молот».
Почётный гражданин Ленинградского района.
Умер в Ленинградской в 2007 году.